# Liste der Nationalstraßen in Frankreich
Diese Liste der Nationalstraßen in Frankreich gibt einen Überblick über das Straßennetz von Nationalstraßen (frz.: Routes nationales, singular Route nationale) in Frankreich.

## Routes nationales 1 bis 25
| Schild | Name    | Streckenverlauf |
| ------ | ------- | --- |
| N 1    | N 1     | Paris–Beauvais–Amiens–Abbeville–Boulogne-sur-Mer–Calais–Dunkerque–Belgien (N 39) -- ehem.: Paris–Beauvais–Grandvilliers–Abbeville–Boulogne-sur-Mer–Calais |
| N 2    | N 2     | Paris–Soissons–Laon–Maubeuge–Belgien (N 6) |
| N 3    | N 3     | Paris-Porte-de-Pantin–Meaux–Château-Thierry–Épernay–Châlons-en-Champagne–Verdun–Metz–Saarbrücken, wird in Deutschland als Bundesstraße 40 fortgesetzt |
|        | N 3A    | existiert nicht mehr; ehemaliger Verlauf: Livry-Gargan (N 3)–Clichy-sous-Bois |
|        | N 3B    | existiert nicht mehr; war ein Seitenast der N 3 in Châlons-en-Champagne |
|        | N 3Bis  | Existiert nicht mehr; Ehemaliger Verlauf: Saint-Avold (N 3)–Carling–Creutzwald–Deutschland |
| N 4    | N 4     | Paris–Vitry-le-François–Saint-Dizier–Toul–Blâmont–Sarrebourg–Straßburg, wird in Deutschland als Bundesstraße 28 fortgesetzt |
|        | N 4A    | Vincennes (N34)–Joinville-le-Pont (N 186) |
| N 5    | N 5     | Dijon–Dole–Les Rousses – weiter als D1005 Les Dappes–(Genf)–Thonon-les-Bains–Saint-Gingolph–(Hauptstrasse 21) |
|        | N 5A    | ehem.: La Cure (N 5)–Bois-d’Amont–Schweiz |
|        | N 5Bis  | ehem.: Brie-Comte-Robert–Melun–Montereau-Fault-Yonne–Le Fossard–Sens–Joigny–Saint-Florentin |
| N 6    | N 6     | Paris–Melun–Fontainebleau–Sens–Auxerre–Chalon-sur-Saône–Mâcon–Lyon–Chambéry–Modane–Italien (SS 25) |
| N 7    | N 7     | Paris–Fontainebleau–Montargis–Cosne-Cours-sur-Loire–Nevers–Moulins–Roanne–Lyon–Vienne–Valence–Montélimar–Orange–Avignon–Aix-en-Provence–Fréjus–Saint-Raphaël–Cannes–Antibes–Nice–Menton–Italien (SS 1)                                                                      |
|        | N 7C    | existiert nicht mehr; ehem.: Lapalisse (N 7)–Magnet |
|        | N 7D    | ehem.: Ausfahrt N° 12 der A 6 – Verbindung zur N 7 |
|        | N 7E    | ehem.: Zubringer von der A 6 zur N 7 |
|        | N 7F    | existiert nicht mehr; ehem.: Le Pontet (N 7)-Cantarel |
| N 8    | N 8     | (Paris-)Aix-en-Provence–Marseille–Toulon |
|        | N 8Bis  | ehem.: Marseille (N 8)–Pourcieux (N 7) |
| N 9    | N 9     | (Paris-)Moulins–Gannat–Clermont-Ferrand, La Garde–Issoire–Saint-Chély-d’Apcher–Marvejols–Banassac, Millau–Clermont-l’Hérault–Béziers– anschließend heute als RD609, RD6009 und RD900 weitergeführt: Narbonne–Sigean–Perpignan–Col du Perthus–Spanien (- Barcelona via N-II) |
|        | N 9A    | existiert nicht mehr; ehemaliger Verlauf: Gannat (N 9)–Vichy |
|        | N 9C    | existiert nicht mehr; ehemaliger Verlauf: Sigean (N 9)–Port-la-Nouvelle |
| N 10   | N 10    | Paris–Sèvres–Saint-Cyr-l’École–Rambouillet–Chartres–Tours–Châtellerault–Poitiers–Angoulême -Bordeaux–Bayonne–Biarritz–Spanien (N I) -- Ehemals: Paris–Sèvres–Versailles–Saint-Cyr-l’École–anschließend aktuelle Trasse der N 10                                             |
|        | N 10A   | existiert nicht mehr; ehemaliger Verlauf: Anglet (N 10)–Biarritz–La Négresse (N 10) |
|        | N 10B   | Existiert nicht mehr; Ehemaliger Verlauf: Biarritz (N 10A)–Bidart (N 10) |
|        | N 10Bis | Existiert nicht mehr; Ehemaliger Verlauf: Chevanceaux (N 10)–Libourne |
|        | N 10C   | Existiert nicht mehr; Ehemaliger Verlauf: Saint-Jean-de-Luz (N 10)–Hendaye (N 10) |
| N 11   | N 11    | Poitiers (N 10)–Niort–La Rochelle -- ehem.: Poitiers (N 10)–Niort–Mauzé-sur-le-Mignon–Rochefort |
| N 12   | N 12    | Saint-Cyr-l’École–Dreux–Alençon–Fougères, Rennes–Saint-Brieuc–Brest |
| N 13   | N 13    | Paris–Le Port-Marly–Saint-Germain-en-Laye–Orgeval, Mantes-la-Jolie–Évreux–Lisieux–Caen–Cherbourg |
|        | N 13Bis | ehem.: Bonnières-sur-Seine–Vernon–Rouen–Le Havre |
|        | N 13C   | existiert nicht mehr; ehemaliger Verlauf: Formigny (N 13)–Vierville-sur-Mer |
|        | N 13D   | existiert nicht mehr; ehemaliger Verlauf: Saint-Côme-du-Mont (N 13)–Sainte-Marie-du-Mont |
| N 14   | N 14    | Paris–Épinay-sur-Seine–Pierrelaye, Pontoise–Rouen –– Ehemals: Paris–Épinay-sur-Seine–Pierrelaye–Pontoise–Rouen–Le Havre |
|        | N 14A   | ehem.: Saint-Denis (N 1)–Épinay-sur-Seine (N 14) |
|        | N 14Bis | ehem.: Gisors (N 15)–Étrépagny–Écouis (N 14) |
|        | N 14C   | ehem.: Bonsecours (N 14) |
| N 15   | N 15    | Bonnières-sur-Seine (A 13)–Rouen–Yvetot–Le Havre -- ehem.: Pontoise (N 14)–Gournay-en-Bray–Dieppe |
|        | N 15Bis | ehem.: Grandvilliers (N 1)–Eu–Le Tréport |
| N 16   | N 16    | Pierrefitte-sur-Seine–Creil–Clermont-en-Beauvaisis -- ehem.: Pierrefitte-sur-Seine (N 1)–Creil–Clermont-en-Beauvaisis–Amiens–Doullens–Saint-Pol-sur-Ternoise–Hazebrouck–Bergues–Dunkerque                                                                                   |
|        | N 16A   | ehem.: Bergues (N 16)–Oost-Cappel–Belgique (N 308) |
|        | N 16B   | Ehemals: Coudekerque-Branche (N 16) |
| N 17   | N 17    | Le Bourget (N 2)–Senlis–Arras–Lille–Halluin–Belgien (N 32) -- ehem.: La Patte d'Oie de Gonesse (N 2)–Senlis–Cambrai–Douai–Lille–Halluin–Belgien (N 32) |
| N 18   | N 18    | Étain (N 3)–Longuyon–Longwy–Belgien (N 830) -- Ehemals: Verdun (N 3)–Étain–Longuyon–Longwy–Belgien |
| N 19   | N 19    | Paris–Provins–Troyes–Chaumont–Langres–Vesoul–Belfort–(Schweiz) |
|        | N 19bis | ehem.: Belfort–Delle–Schweiz |
| N 20   | N 20    | Paris–Étampes–Orléans–Vierzon–Châteauroux–Limoges–Brive-la-Gaillarde–Cahors–Montauban–Toulouse–Foix–Bourg-Madame–Spanien (N-152) |
|        | N 20B   | ehem.: Col de Puymorens–Andorra (Pas de la Case) |
| N 21   | N 21    | Limoges–Périgueux–Bergerac–Agen–Auch–Tarbes–Argelès-Gazost |
|        | N 21C   | ehem.: Soulom–Pont d’Espagne |
|        | N 21D   | ehem.: Gèdre–Cirque de Troumouse |
| N 22   | N 22    | N 20 zwischen Foix und Bourg-Madame–[[AndorrA]] -- ehem.: Mauzé-sur-le-Mignon (N 11)–La Rochelle |
| N 23   | N 23    | Chartres–Le Mans–Angers–Nantes |
|        | N 23Bis | Ehemals Pré-en-Pail (N 12)–Château-Gontier–Segré–Ancenis (N 23) |
| N 24   | N 24    | Rennes–Lorient |
|        | N 24Bis | ehem.: Verneuil-sur-Avre–Argentan–Vire–Granville |
| N 25   | N 25    | Amiens–Arras -- ehem.: Le Havre–Dieppe–Abbeville–Arras–Lens–Lille |

## Routes nationales 26 bis 50
| Schild | Name    | Streckenverlauf |
| ------ | ------- | --- |
| N 26   | N 26    | Verneuil-sur-Avre (N 12)–Argentan --ehem.: Yvetot–Fécamp |
| N 27   | N 27    | Maromme–Tôtes–Saint-Aubin-sur-Scie–Dieppe -- ehem.: Maromme–Tôtes–Saint-Aubin-sur-Scie                                                                                            |
| N 28   | N 28    | Rouen–A 28 -- Ehemals: Rouen–Neufchâtel-en-Bray–Abbeville–Hesdin–Saint-Omer–Bergues                                                                                               |
| N 29   | N 29    | Yvetot–Tôtes–Neufchâtel-en-Bray–Amiens–Saint-Quentin–La Capelle -- Ehemals: Yvetot–Neufchâtel-en-Bray–Amiens–Bapaume–Cambrai–Valenciennes–Belgien                                 |
| N 30   | N 30    | Bapaume–Cambrai–Valenciennes–Quiévrain |
| N 31   | N 31    | Rouen–Gournay-en-Bray–Beauvais–Compiègne–Soissons–Reims -- ehem.: Gournay-en-Bray–Beauvais–Compiègne–Soissons–Reims–Valmy                                                         |
| N 32   | N 32    | Compiègne–Noyon–Chauny–La Fère -- ehem.: Senlis–Compiègne–Noyon–Ham–Saint-Quentin–Bavay–Belgien                                                                                   |
| N 33   | N 33    | Saint-Avold–Creutzwald -- ehem.: La Ferté-sous-Jouarre–Montmirail–Châlons-en-Champagne                                                                                            |
| N 34   | N 34    | Paris–Coulommiers–Esternay |
| N 35   | N 35    | Saint-Dizier–Bar-le-Duc–Verdun |
| N 36   | N 36    | Melun–Meaux -- ehem.: Melun–Meaux–Villers-Cotterêts |
| N 37   | N 37    | A 6–N 7 |
| N 38   | N 38    | existiert nicht mehr; ehemaliger Verlauf: Beauvais–Noyon–Chauny–La Fère |
| N 39   | N 39    | Arras–Hesdin–Le Touquet-Paris-Plage |
| N 40   | N 40    | Existiert nicht mehr; Ehemaliger Verlauf: Le Havre–Fécamp, Criel-sur-Mer–Le Tréport, Eu–Noyelles-sur-Mer–Boulogne-sur-Mer–Calais–Dunkerque–Belgien (N 39)                         |
|        | N 40A   | |
|        | N 40Bis | |
|        | N 40C   | |
| N 41   | N 41    | Béthune–Lille |
| N 42   | N 42    | Boulogne-sur-Mer–Saint-Omer–Bailleul |
| N 43   | N 43    | Metz–Sedan–Charleville-Mézières–La Capelle–Cambrai–Douai–Lens–Béthune–Saint-Omer–Calais                                                                                           |
|        | N 43A   | existiert nicht mehr; ehemaliger Verlauf: Aniche–Denain–Rouvignies |
|        | N 43B   | existiert nicht mehr; ehemaliger Verlauf: Aire-sur-la-Lys–Morbecque |
| N 44   | N 44    | Cambrai–Bonavis–Saint-Quentin–La Fère–Laon–Reims–Châlons-en-Champagne–Vitry-le-François -- ehem.: Bonavis–Saint-Quentin–La Fère–Laon–Reims–Châlons-en-Champagne–Vitry-le-François |
|        | N 44Bis | existiert nicht mehr; ehemaliger Verlauf: Bonavis–Saint-Quentin |
| N 45   | N 45    | Curgies–Valenciennes; Rouvignies–Aniche–Douai -- Ehemals: Marle-sur-Serre–Guise–La Groise–Landrecies–Le Quesnoy–Jenlain–Curgies–Valenciennes–Saint-Amand-les-Eaux–Belgien         |
|        | N 45A   | existiert nicht mehr; ehemaliger Verlauf: La Groise–Catillon-sur-Sambre |
| N 46   | N 46    | existiert nicht mehr; ehemaliger Verlauf: Marle-sur-Serre–Rethel–Mazagran–Vouziers–Parois                                                                                         |
| N 47   | N 47    | Lens–Illies -- Ehemals: Longwé–Buzancy–Stenay–Montmédy–Longuyon |
| N 48   | N 48    | existiert nicht mehr; ehemaliger Verlauf: Valenciennes–Vieux-Condé–Belgien |
| N 49   | N 49    | Valenciennes–Jenlain–Bavay–Maubeuge–Jeumont–Belgien (N 54) -- Ehemals: Jenlain–Bavay–Maubeuge–Cousolre–Belgique–Givet–Belgien                                                     |
|        | N 49A   | existiert nicht mehr; ehemaliger Verlauf: Maubeuge |
| N 50   | N 50    | Arras–Vitry-en-Artois–Douai -- ehem.: Arras–Vitry-en-Artois–Douai–Orchies–Belgique                                                                                                |

## Routes nationales 51 bis 75
| Schild | Name | Streckenverlauf |
| ------ | ---- | --- |
| N 51   | N 51 | Épernay–Reims–Charleville-Mézières–Givet – 1811-1824 als Route Impériale Nr. 3 (bis Hamburg), seit 1824 als Nr. 51                                                                                                  |
| N 52   | N 52 | Metz–Thionville–Longwy |
| N 53   | N 53 | Thionville–Évrange |
| N 54   | N 54 | existiert nicht mehr; ehemaliger Verlauf: Metz–Boulay-Moselle–Villing–Deutschland (B 269) |
| N 55   | N 55 | existiert nicht mehr; ehemaliger Verlauf: Metz–Château-Salins–Héming |
| N 56   | N 56 | Saint-Avold–Sarralbe |
| N 57   | N 57 | Metz–Nancy–Épinal–Vesoul–Besançon–Pontarlier–Ballaigues-(Schweiz) |
| N 58   | N 58 | Sedan–Bouillon -- ehem.: Saulx-en-Barrois–Commercy–Pont-à-Mousson |
| N 59   | N 59 | Moncel-lès-Lunéville–Baccarat–Raon-l’Étape–Saint-Dié-des-Vosges–Sainte-Marie-aux-Mines–Sélestat -- ehem.: Lunéville–Moncel-lès-Lunéville–Baccarat–Raon-l’Étape–Saint-Dié-des-Vosges–Sainte-Marie-aux-Mines–Sélestat |
| N 60   | N 60 | Orléans–Montargis–Sens–Troyes |
| N 61   | N 61 | Phalsbourg–Sarre-Union–Grosbliederstroff–Saarbrücken (B 406) |
| N 62   | N 62 | existiert nicht mehr; ehemaliger Verlauf: Saargemünd–Bitsch–Haguenau; früher: Hornbach–Bitsch-Haguenau |
| N 63   | N 63 | Straßburg–Haguenau–A 35 |
| N 64   | N 64 | existiert nicht mehr |
| N 65   | N 65 | A 6–Auxerre -- Ehemals: Neufchâteau–Chaumont–Châtillon-sur-Seine–Tonnerre–Auxerre–Bonny-sur-Loire |
| N 66   | N 66 | Remiremont–Mülhausen–Basel |
| N 67   | N 67 | Saint-Dizier–Chaumont |
| N 68   | N 68 | existiert nicht mehr; mittlerweile D 468; ehemaliger Verlauf: Basel (Schweiz)–Saint-Louis–Neuf-Brisach–Marckolsheim–Illkirch-Graffenstaden–Straßburg–Lauterbourg–Deutschland (B 9)                                  |
| N 69   | N 69 | existiert nicht mehr; mittlerweile D 469; ehemaliger Verlauf: Allschwil (Schweiz)–Hégenheim–Saint-Louis–Huningue–Deutschland                                                                                        |
| N 70   | N 70 | Paray-le-Monial–Montchanin |
| N 71   | N 71 | Troyes–Bar-sur-Seine–Châtillon-sur-Seine–Dijon |
| N 72   | N 72 | Zubringer zur A 6 bei Mâcon-Nord |
| N 73   | N 73 | Chalon-sur-Saône–Dole–Besançon -- Ehemals: Moulins–Bourbon-Lancy–Autun–Beaune–Seurre–La Villeneuve–Dole–Besançon–Baume-les-Dames–Clerval–Villars-lès-Blamont–Porrentuy (Schweiz)–Levoncourt–Hésingue                |
| N 74   | N 74 | Sarreguemines–Château-Salins–Nancy–Toul–Chaumont–Langres–Dijon–Beaune–Corpeau |
| N 75   | N 75 | Bourg-en-Bresse–Grenoble–Sisteron |

## Routes nationales 76 bis 100
| Schild | Name    | Streckenverlauf |
| ------ | ------- | --- |
| N 76   | N 76    | ehemaliger Verlauf 2: Tours–Vierzon–Bourges–Saint-Pierre-le-Moûtier -- ehemaliger Verlauf: Tours–Vierzon–Bourges–Nevers |
| N 77   | N 77    | Auxerre–Troyes–Châlons-en-Champagne — ehemaliger Verlauf: Nevers–Auxerre–Troyes–Châlons-en-Champagne–Vouziers–Sedan–Bouillon (Belgien) |
|        | N 77Bis | ehemaliger Verlauf 2: Doudoye–Saulieu–Sombernon |
|        | N 77Ter | ehemaliger Verlauf: Bouillon (Belgien)–Sugny (Belgique) N 810 |
| N 78   | N 78    | ehemaliger Verlauf 2: Chalon-sur-Saône–Louhans–Lons-le-Saunier–Saint-Laurent-en-Grandvaux — ehemaliger Verlauf: Nevers–Château-Chinon–Autun–Chalon-sur-Saône–Louhans–Lons-le-Saunier–Saint-Laurent-en-Grandvaux                                                                                  |
| N 79   | N 79    | Montmarault–Paray-le-Monial–Charolles–Mâcon–Bourg-en-Bresse -- ehemaliger Verlauf 2: Moulins–Chevagnes–Dompierre-sur-Besbre–Paray-le-Monial–Charolles–Mâcon–Bourg-en-Bresse — ehemaliger Verlauf: Nevers–Saint-Aubin-sur-Loire–Paray-le-Monial–Charolles–Mâcon–Bourg-en-Bresse–Montréal-la-Cluse |
|        | N 79A   | ehemaliger Verlauf: Bourbon-Lancy–Saint-Aubin-sur-Loire |
| N 80   | N 80    | Montchanin–Chalon-sur-Saône — alter Verlauf 1: Autun–Le Creusot–Chalon-sur-Saône — ehemaliger Verlauf 2: Châtillon-sur-Seine–Montbard–Saulieu–Autun–Cluny |
| N 81   | N 81    | ehemaliger Verlauf 2: Nevers–Autun–Pouilly-en-Auxois -- ehemaliger Verlauf: Noirétable–Juré–Roanne |
| N 82   | N 82    | Roanne–Saint-Étienne–Chanas -- alter Verlauf: Roanne–Saint-Étienne–Andance |
| N 83   | N 83    | Lyon–Bourg-en-Bresse–Lons-le-Saunier–Besançon–Clerval–Belfort–Colmar–Straßburg -- ehemaliger Verlauf: Lyon–Bourg-en-Bresse–Lons-le-Saunier–Besançon-Clerval–Belfort–Colmar–Illkirch-Graffenstaden                                                                                                |
|        | N 83A   | N 83–Autoroute A36 (Ausfahrt N° 14) |
|        | N 83Bis | ehemaliger Verlauf: La Villeneuve–Saint-Marcel |
| N 84   | N 84    | ehemaliger Verlauf 2: Neyron–Meximieux–Saint-Denis-en-Bugey, Pont-d’Ain–La Cluse–Nantua–Bellegarde-sur-Valserine -- ehemaliger Verlauf: Rillieux-la-Pape–Meximieux–Châtillon-la-Palud–Pont-d’Ain–La Cluse–Nantua–Bellegarde-sur-Valserine–Collonges–Saint-Genis-Pouilly–Schweiz N° 46            |
|        | N 84A   | ehemaliger Verlauf: Meximieux–Saint-Denis-en-Bugey |
|        | N 84B   | ehemaliger Verlauf: Collonges–Pougny–Schweiz N° 44 |
|        | N 84C   | ehemaliger Verlauf: Saint-Genis-Pouilly–Gex–Divonne-les-Bains–Schweiz |
| N 85   | N 85    | Bourgoin-Jallieu–Grenoble–Gap–Digne-les-Bains–Grasse–Cannes -- ehemaliger Verlauf: Bourgoin-Jallieu–Grenoble–Gap–Digne-les-Bains–Grasse–Cannes |
|        | N 85A   | ehemaliger Verlauf: Saint-Firmin–La Chapelle-en-Valgaudémar |
| N 86   | N 86    | Lyon–Nîmes |
|        | N 86A   | |
|        | N 86B   | |
|        | N 86C   | |
|        | N 86D   | |
|        | N 86E   | |
|        | N 86F   | ehemaliger Verlauf: La Voulte-sur-Rhône–Livron-sur-Drôme |
|        | N 86G   | ehemaliger Verlauf: Le Pouzin–Loriol-sur-Drôme |
|        | N 86H   | |
|        | N 86I   | |
|        | N 86J   | |
|        | N 86K   | |
|        | N 86L   | ehemaliger Verlauf: Remoulins–Beaucaire |
| N 87   | N 87    | Grenoble -- Ancien tracé: Remoulins–Nîmes–Montpellier–Pézenas |
| N 88   | N 88    | Saint-Chamond–Saint-Étienne–Le Puy-en-Velay–Col de la Tourette–Mende–Rodez–Albi–Toulouse |
| N 89   | N 89    | Libourne–Bordeaux ehemaliger Verlauf: Lyon–Thiers–Clermont-Ferrand–Tulle–Périgueux–Libourne–Bordeaux |
| N 90   | N 90    | Grenoble–Albertville–Bourg-Saint-Maurice–Col du Petit Saint-Bernard |
| N 91   | N 91    | ehemaliger Verlauf: Grenoble–Livet-et-Gavet–Briançon |
| N 92   | N 92    | ehemaliger Verlauf 2: Romans-sur-Isère–Moirans |
| N 93   | N 93    | ehemaliger Verlauf 3: Viviers–Pierrelatte — ehemaliger Verlauf 2: Fiancey–Crest–Die–Luc-en-Diois–Saint-Pierre-d’Argençon–Aspres-sur-Buëch -- ehemaliger Verlauf: Fiancey–Crest–Die–Luc-en-Diois–Saint-Pierre-d’Argençon–Aspremont–Serres–Laragne-Montéglin–Sisteron                              |
|        | N 93A   | ehemaliger Verlauf: Livron-sur-Drôme–Allex |
|        | N 93B   | ehemaliger Verlauf: Saint-Pierre-d’Argençon–Aspremont |
| N 94   | N 94    | Gap–Montgenèvre–Italien SS 24 -- alter Verlauf: Pont-Saint-Esprit–Bollène–Nyons–Serres–Gap–Montgenèvre–Italien SS 24 |
|        | N 94A   | ehemaliger Verlauf: Saint-Pierre-d’Argençon–Aspremont |
|        | N 94B   | |
|        | N 94C   | |
|        | N 94D   | |
|        | N 94E   | |
|        | N 94F   | |
|        | N 94G   | |
| N 95   | N 95    | Tain-l’Hermitage–A 7 (sortie 13) -- ehemaliger Verlauf: Brignoles–Le Luc |
| N 96   | N 96    | ehemaliger Verlauf: Aubagne–Aix-en-Provence–Manosque–Château-Arnoux-Saint-Auban |
| N 97   | N 97    | ehemaliger Verlauf 2: Toulon–Le Luc |
| N 98   | N 98    | ehemaliger Verlauf 2: Toulon–Fréjus–Saint-Raphaël–Cannes–Nice–Roquebrune-Cap-Martin |
| N 99   | N 99    | ehemaliger Verlauf: Montauban–Gaillac, Albi–Saint-Affrique–La Cavalerie–Le Vigan–Nîmes–Tarascon–Plan-d’Orgon |
| N 100  | N 100   | Remoulins–Avignon–Apt–Forcalquier–La Brillanne -- ehemaliger Verlauf: Les Mées–Malijai, Digne-les-Bains–La Javie–Seyne–Le Lauzet-Ubaye–Barcelonnette–Jausiers–Meyronnes–Larche–Col de Larche |
|        | N 100A  | ehemaliger Verlauf: Digne-les-Bains–Barles–Verdaches |
|        | N 100B  | ehemaliger Verlauf: Gap–Remollon–Saint-Vincent-les-Forts |
|        | N 100C  | ehemaliger Verlauf: Espinasses–Selonnet |

## Routes nationales 101 bis 125
| Schild | Name  | Streckenverlauf |
| ------ | ----- | --- |
| N 112  | N 112 | ehemaliger Verlauf: Albi–Castres (Tarn)–Mazamet–Saint-Pons-de-Thomières–Béziers heute in weiten Teilen: RD612 |
| N 113  | N 113 | ehemaliger Verlauf: Toulouse–Castelnaudary–Carcassonne–Narbonne (heute RD6113)–Béziers–im Verlauf der RN9 (heute teilweise RD6009 und RD609)–Pézenas–Montagnac–Mèze–Gigean–Montpellier (heute RD613)–Lunel–Nîmes–Arles–weiter als A54 Richtung Marseille |
| N 116  | N 116 | spanische Grenze–Prades (Pyrénées-Orientales)–Perpignan |
| N 117  | N 117 | ehemaliger Verlauf: –Foix–Lavelanet–Quillan–Lapradelle–Perpignan |

## Routes nationales 126 bis 150
| Schild | Name     | Streckenverlauf |
| ------ | -------- | --- |
| N 126  | N 126    | Toulouse–Castres -- Ehemaliger Verlauf: Caussade–Villefranche-de-Rouergue, Aurillac–Murat–Saint-Flour |
| N 127  | N 127    | Ehemaliger Verlauf: Langon–Marmande–Agen–Moissac–Montauban; seit 1952 zwischen Langon und Moissac Bestandteil der N 113; der restliche Streckenabschnitt wird seit 1972 als RD 927 bezeichnet |
| N 128  | N 128    | Ehemaliger Verlauf: Montauban–Montech–Beaumont-de-Lomagne–Mauvezin–Aubiet; seit 1972 als RD 928 bezeichnet |
| N 129  | N 129    | Ehemaliger Verlauf: Auch–La Barthe-de-Neste–Arreau–Saint-Lary-Soulan–Lac de Cap-de-Long; seit 1972 als RD 929 bezeichnet |
| N 130  | N 130    | Ehemaliger Verlauf: Port-Sainte-Marie–Nérac–Condom–Valence-sur-Baïse–Jegun–Auch; seit 1972 als RD 930 bezeichnet |
| N 131  | N 131    | Ehemaliger Verlauf: Agen–Condom–Manciet; seit 1972 als RD 931 bezeichnet |
| N 132  | N 132    | Cherbourg -- Ehemaliger Verlauf: Langon–Bazas–Roquefort–Mont-de-Marsan–Tartas, Bayonne–Saint-Jean-Pied-de-Port |
| N 133  | N 133    | Ehemaliger Verlauf: Bergerac–Marmande–Mont-de-Marsan–Saint-Sever–Orthez–Saint-Jean-Pied-de-Port–Arnéguy–Spanien; seit 1972 als RD 933 bezeichnet |
| N 134  | N 134    | Saugnac-et-Muret–Mont-de-Marsan–Pau–Col du Somport – Ehemaliger Verlauf: Roquefort–Pau–Col du Somport |
|        | N 134Bis | Ehemaliger Verlauf: Pau–Laruns–Col du Pourtalet; seit 1972 als RD 934 bezeichnet |
| N 135  | N 135    | Bar-le-Duc–Ligny-en-Barrois – Ehemaliger Verlauf: Barcelonne-du-Gers–Tarbes–Bagnères-de-Bigorre–Sainte-Marie-de-Campan |
|        | N 135A   | Ehemaliger Verlauf: Vic-en-Bigorre–Rabastens-de-Bigorre; seit 1972 als RD 934 bezeichnet |
| N 136  | N 136    | bei Rennes (31 km) – Ehemaliger Verlauf: Bordeaux–Castillon-la-Bataille–Sainte-Foy-la-Grande–Bergerac; seit 1972 als RD 936 bezeichnet |
| N 137  | N 137    | Saint-Malo–Rennes–Nantes–La Rochelle–Saintes–Bordeaux |
|        | N 137Bis | Ehemaliger Verlauf: Les Sorinières–Rocheservière–La Roche-sur-Yon; seit 1972 als RD 937 bezeichnet |
| N 138  | N 138    | Ehemaliger Verlauf: Rouen–Alençon–Le Mans–La Flèche–Saumur–Parthenay–Niort–Saintes; seit 1972 wird die mittlere Teilstrecke als RD 938 und die südliche Teilstrecke als RN 150 bezeichnet Ehemaliger Verlauf: Rouen–Alençon–Le Mans–Tours; südlicher Streckenabschnitt wurde 1972 von der RN 158 übernommen, seit 2006 durch die A 28 ersetzt. |
|        | N 138Bis | Ehemaliger Verlauf: Le Mans–Mortagne-au-Perche; seit 1972 als RD 938Bis bezeichnet |
|        | N 138Ter | Ehemaliger Verlauf: Saint-Jean-de-Thouars–Bressuire–Fontenay-le-Comte–Marans; seit 1972 als RD 938Ter bezeichnet |
| N 139  | N 139    | Ehemaliger Verlauf: La Rochelle–Saint-Jean-d’Angély–Angoulême–Périgueux; seit 1972 als RD 939 bezeichnet |
| N 140  | N 140    | Ehemaliger Verlauf bis 1972: Le Poteau–Bourges–Guéret–Tulle–Figeac; Ehemaliger Verlauf ab 1972: Cressensac–Figeac–Rodez |
| N 141  | N 141    | Saintes–Angoulême–Limoges–Aubusson–Clermont-Ferrand |
|        | N 141A   | Ehemaliger Verlauf: Les 4 Routes–Clermont-Ferrand; seit 1972 als RD 941a bezeichnet |
|        | N 141B   | Ehemaliger Verlauf: Saint-Ours–La Baraque; seit 1972 als RD 941b bezeichnet |
|        | N 141C   | Ehemaliger Verlauf: Clermont-Ferrand–Ceyrat; seit 1972 als RD 941c bezeichnet |
| N 142  | N 142    | Bourges–Saint-Germain-du-Puy – Ehemaliger Verlauf: Aubusson–Guéret–La Croisière–Maubert–Bussière-Poitevine |
| N 143  | N 143    | Ehemaliger Verlauf: Tours–Châteauroux–Montluçon–Riom; seit 1972 nur zwischen Tours und Châteauroux |
| N 144  | N 144    | Ehemaliger Verlauf bis 1972: Salbris–Bourges, Levet–Saint-Amand-Montrond–Montluçon; Ehemaliger Verlauf ab 1972: Bourges–Levet–Saint-Amand-Montrond–Montluçon–Riom |
| N 145  | N 145    | Bellac–Guéret–Montluçon — Ehemaliger Verlauf 2: Bellac–Guéret–Montluçon–Dompierre-sur-Besbre — Ehemaliger Verlauf: Guéret–Montluçon–Moulins |
| N 146  | N 146    | Avallon–A 6 (3 km) – Ehemaliger Verlauf: Montmarault–Saint-Pourçain-sur-Sioule–Varennes-sur-Allier; seit 1972 als RD 46 bezeichnet |
| N 147  | N 147    | Angers–Saumur–Poitiers–Limoges -- Ehemaliger Verlauf: Saumur–Poitiers–Limoges |
| N 148  | N 148    | Ehemaliger Verlauf: Noirmoutier–La Roche-sur-Yon–Sainte-Hermine–Niort–Confolens–Étagnac, seit 1972 nur zwischen Sainte-Hermine und Niort |
|        | N 148Bis | Ehemaliger Verlauf: Nantes–Poitiers, seit 1972 als RN 149 bezeichnet |
| N 149  | N 149    | Nantes–Poitiers (früher als N 148Bis bezeichnet) – Ehemaliger Verlauf: Les Sables-d’Olonne–Luçon–Fontenay-le-Comte; seit 1972 als RD 949 bezeichnet |
|        | N 149Bis | Ehemaliger Verlauf: Parthenay–La Châtaigneraie–Bournezeau; seit 1972 als RD 949Bis bezeichnet |
| N 150  | N 150    | Ehemaliger Verlauf: Lusignan–Saintes–Royan, seit 1972 ab Niort |

## Routes nationales 176 bis 201
| Schild | Name   | Streckenverlauf |
| ------ | ------ | --- |
| N 176  | N 176  | Pré-en-Pail–Domfront–Dinan–Ausfahrt N12/E50 |
| N 177  | N 177  | Pont-l’Évêque–Trouville-sur-Mer -- Ehemaliger Verlauf: Villers-Bocage–Vire–Mortain–Fougères–Rennes–Redon |
| N 178  | N 178  | Pont de Tancarville–Boulleville -- Ehemaliger Verlauf: Fougères–Vitré–Châteaubriant–Nantes, Viais–Legé–La Mothe-Achard |
| N 179  | N 179  | Ehemaliger Verlauf: Honfleur–Pont-l’Évêque–Lisieux–Livarot–Vimoutiers–Gacé |
| N 180  | N 180  | Ehemaliger Verlauf: Moulineaux–Pont-Audemer–Saint-Maclou–Honfleur |
| N 181  | N 181  | Ehemaliger Verlauf: Breteuil-sur-Noye–Beauvais–Gisors–Vernon–Pacy-sur-Eure |
| N 182  | N 182  | Ehemaliger Verlauf: Le Havre–Saint-Arnoult–Hénouville–Rouen |
| N 183  | N 183  | Ehemaliger Verlauf: Maintenon–Nogent-le-Roi–Maulette–Mantes-la-Jolie–Lattainville |
| N 184  | N 184  | Saint-Germain-en-Laye–A 16 -- Ehemaliger Verlauf: Versailles–Marly-le-Roi–Saint-Germain-en-Laye–Saint-Ouen-l’Aumône |
|        | 184A   | Ehemaliger Verlauf: Marly-le-Roi |
|        | N 184C | Ehemaliger Verlauf: Saint-Germain-en-Laye |
| N 185  | N 185  | Ehemaliger Verlauf: Paris–Saint-Cloud–Versailles |
| N 186  | N 186  | Ehemaliger Verlauf: Versailles und Choisy-le-Roi |
|        | N 186A | Ehemaliger Verlauf: Saint-Cyr-l’École–Jouy-en-Josas |
| N 187  | N 187  | Ehemaliger Verlauf: Sèvres und Puteaux |
| N 188  | N 188  | Massy / A 10–Les Ulis |
| N 189  | N 189  | Ceyrat–Beaumont -- ehemaliger Verlauf: Paris–Issy-les-Moulineaux–Pont de Sèvres |
|        | N 189A | ehemaliger Verlauf: Paris–Issy-les-Moulineaux |
| N 190  | N 190  | |
| N 191  | N 191  | Corbeil-Essonnes–Mennecy–Étampes–Ablis -- ehemaliger Verlauf: Corbeil-Essonnes–Mennecy–Étampes–Ablis–Rambouillet–Épône |
| N 192  | N 192  | La Défense–Bezons -- Ehemaliger Verlauf: La Défense–Bezons–La Patte d’Oie d’Herblay |
| N 193  | N 193  | Im späten 18. Jahrhundert ließ die französische Verwaltung auf der seit 1768 zu Frankreich gehörenden Insel Korsika die erste Straße errichten, sie führte von der Hafenstadt Bastia bis zur ehemaligen Hauptstadt Corte. Von dort aus führt die N 193 über den Col de Vizzavona weiter bis zur südlichen Hafenstadt Ajaccio.                                                                                           |
| N 194  | N 194  | Die N 194 führt von Ajaccio über Mezzavia bis Baleone und mündet dort in die N 193. |
| N 195  | N 195  | |
| N 196  | N 196  | Die N 196 beginnt in der Nähe der Hafenstadt Ajaccio an der N 193, überwindet bereits auf den ersten 13 Streckenkilometern fast 600 Höhenmeter und verläuft bei Propriano wieder in Meereshöhe entlang der Küste. Die 14 km entfernt im Gebirge liegende Kleinstadt Sartène liegt bereits 300 m hoch über dem Meeresspiegel. Die Hafenstadt Bonifacio, an der Südküste Korsikas gelegen, bildet den Endpunkt der N 196. |
| N 197  | N 197  | Die N 197 zweigt in Ponte Leccia von der N 193 ab, überquert den 692 m hohen Pass bei Toccone und führt anschließend entlang der Nordküste Korsikas nach Calvi. |
| N 198  | N 198  | Die N 198 zweigt in Casamozza von der N 193 ab und führt an der Ostküste Korsikas entlang bis zur südlichsten Hafenstadt Bonifacio |
| N 199  | N 199  | Früher wurde die Straße entlang der Westküste Korsikas zwischen Ajaccio und Calvi als Route nationale Nr. 199 bezeichnet. Sie führt durch die Felsenlandschaft Calanche. Mittlerweile wird diese kurvenreiche Serpentinenstraße als D 81 bezeichnet. |
| N 200  | N 200  | Die N 200 beginnt in der ehemaligen Hauptstadt Corte und führt immer am Fluss Tavignano entlang bis zur Hafenstadt Aléria an der Ostküste Korsikas. |

## Routes nationales 201 und folgende
| Schild | Name  | Streckenverlauf |
| ------ | ----- | --- |
| N 225  | N 225 | Verbindung als 12 km lange Kraftfahrstraße mit einer Geschwindigkeitsbegrenzung von 110 km/h zwischen den Autobahnen A16 (Dunkerque/Fort-Mardyck) und A 25 (Bergues). |